# Alang
Alang è una suddivisione dell'India, classificata come census town, di 18.464 abitanti, situata nel distretto di Bhavnagar, nello stato federato del Gujarat. In base al numero di abitanti la città rientra nella classe IV (da 10.000 a 19.999 persone).

## Geografia fisica
La città è situata a 21° 25' 05 N e 72° 10' 24 E.

## Società

### Evoluzione demografica
Al censimento del 2001 la popolazione di Alang assommava a 18.464 persone, delle quali 15.077 maschi e 3.387 femmine. I bambini di età inferiore o uguale ai sei anni assommavano a 1.224, dei quali 630 maschi e 594 femmine. Infine, coloro che erano in grado di saper almeno leggere e scrivere erano 11.469, dei quali 10.158 maschi e 1.311 femmine.

## Le demolizioni navali
Le spiagge di Alang sono note per il loro utilizzo come cantieri navali per la demolizione di navi di grandi dimensioni, che vengono eseguite prevalentemente senza l'ausilio di attrezzature adeguate, ma solo mediante l'impiego di grandi quantità di manodopera a basso costo. Queste attività, a causa dello sfruttamento della popolazione e dell'elevato inquinamento generato, sono state oggetto di denunce da parte di Greenpeace.